# Водовозов, Николай Васильевич (экономист)
Никола́й Васи́льевич Водово́зов (1870—1896) — русский публицист; брат Водовозова Василия Васильевича, сын Василия Ивановича Водовозова и Елизаветы Николаевны Водовозовой.

## Биография
Учился в 1889—1891 годах на юридическом факультете Санкт-Петербургского университета. Был исключён из него за участие в студенческих беспорядках и окончил обучение в Дерпте.
Начало первой его значительной работы (о Фурье) появилось в «Русской мысли» в 1892 г. (№ 9). Продолжение не могло быть тогда напечатано по цензурным условиям и появилось в переработанном виде только после его смерти, в «Историческом обозрении» (т. Х, 1899).
Водовозов написал биографию Фурье для павленковской серии биографий, но она тоже не могла быть напечатана. Другие работы печатал в «Журнале СПб. Юрид. Общ.», «Юридическом вестнике», «Русской мысли», «Историческом обозрении» («Культ разума и Верховного Существа», т. VI, 1893), «Энциклопедическом Словаре» (Кабе, Католический социализм, Ламеннэ и др.); занимался по преимуществу историей социалистических теорий и рабочим вопросом.
Незадолго до смерти предпринял издание переводных статей из «Hardwörterbuch der Staatswissenschaften»; успел выпустить 2 тома: «Землевладение и сельское хозяйство» (М., 1896; 2 изд. СПб., 1903) и «Промышленность» (М., 1896; 2 изд. СПб., 1905). После его смерти эту серию продолжала его вдова, Мария Ивановна Водовозова (дочь И. Ф. Токмакова), выпустившая ещё 4 тома.
Скончался в 1896 году (вероятно, от туберкулёза).
Похоронен на Поликуровском кладбище в Ялте.

## Книги
- Р. Мальтус. Его жизнь и научная деятельность. Биографический очерк Н. В. Водовозова Архивная копия от 14 мая 2021 на Wayback Machine — СПб.: Ф. Павленков, 1895. — 94 с. — (Жизнь замечательных людей. Биографическая библиотека Ф. Павленкова)
- Экономические этюды / 2-е изд., доп. — СПб.: Изд. М. И. Водовозовой, 1907. — 505 с.